# Винс, Райлан
Райлан Винс (англ. Rylan Wiens; род. 2 января 2002, Калгари, Альберта) — канадский прыгун в воду, бронзовый призёр летних Олимпийских игр 2024 года, призёр чемпионата мира 2022 года, серебряный призёр Панамериканских игр 2023 года. Участник летних Олимпийских игр 2020 и 2024 годов.

## Биография
Райлан Винс родился в 2002 году в Калгари, в Канаде.
Первым крупным соревнованием Винса стали Игры Содружества 2018 года, где он выступал в личном зачете и синхронном плавании.
В 2021 году принял участие в летних Олимпийских играх в Токио. В индивидуальных прыжках с десятиметровой вышки он занял 19-е место.
На чемпионате мира по водным видам спорта 2022 года в Будапеште, Винс завоевал бронзовую медаль в синхронных плаваниях на 10-метровой вышке вместе с партнером Натаном Жомбором-Марреем. В этом же году он участвовал в Играх Содружества, где завоевал две серебряные медали.
На летних олимпийских играх в Париже, в синхронных прыжках с вышки стал бронзовым призёром олимпийского турнира. Его партнёром был Натан Жомбор-Маррей, а итоговый результат составил — 422,13 баллов.